# Ujigami
Ujigami (jap. 氏神) – opiekuńczy bóg albo duch o szczególnej pozycji w japońskiej religii shintō.

## Kult
Do Ujigami modlono się z wielu powodów, między innymi dla ochrony przed chorobą, powodzenia w staraniach, czy dobrych żniw.

## Historia
Uważa się, że w Ujigami wierzono dopiero od VIII wieku. 
Pojęcia Ujigami w obecnej formie używa się na określenie kilku innych typów bóstw shintō. Początkowo pojęcie Ujigami odnosiło się do boga rodzinnego. Uznaje się, że na początku bóstwa te były czczone przy prowizorycznych ołtarzach. Po epoce Heian został ustanowiony system ziemski shōenów i szlachta, wojownicy oraz świątynie mieli swój własny teren, przestało funkcjonować społeczeństwo bazujące na rodzinie, a kult Ujigami zmalał. Z kolei posiadacze ziemscy zaczęli modlić się do bóstw, aby chroniły ich teren. Bóstwa opiekuńcze nazywano Chinju (jap. 鎮守). W okresie Muromachi system ziemski zanikł, a bóstwa opiekuńcze czczono wraz z Ujigami.
Ubusunagami (jap. 産土神) to bóg miejsca urodzenia. Z czasem Ubusunagami i Chinju postrzegano jako serce społeczności, i ostatecznie odnosi się do nich jako Ujigami.
Określenie ujiko (jap. 氏子) stosuje się do czcicieli Ujigami.